# Народная национальная партия (Тонга)
Народная национальная партия (англ. People's National Party) — политическая партия Королевства Тонга. Организация была сформирована в июле 2018 года и является самой молодой партией в стране.

## Главные лица партии
Главой партии является бывший дипломат Сиамели Лату, ключевыми фигурами партии также являются бывший министр финансов королевства и экс-депутат Законодательного собрания Тонга Айсаке Эке и Оклендский юрист Сионе Фонуа.

## Идеи и цели партии
Партия поддерживает «традиционные тонганские ценности» и монархию в стране. На инаугурационной речи Сиамели Лату сказал, что целью партии является нахождение страны под прозрачным и компетентным руководством, обеспечивала законность и порядок.

## Участие в выборах
На 2020 год партия не участвовала в парламентских выборах, так как они прошли в 2017 году, до основания политической организации.